# Île Tagalak
L'île Tagalak (Tagalax̂ en Aléoute) est une île située au centre des îles Andreanof dans l'archipel des îles Aléoutiennes en Alaska. Sa longueur est d'environ 6,5 km avec un point culminant à 249 mètres d'altitude. À son extrémité orientale se trouvent une dizaine d'îlots. L'île Chugul est à l’ouest de l'île Tagalak.
L'île a été enregistrée par Joseph Billings sur carte maritime en 1790.